# 圣阿涅丝 (滨海阿尔卑斯省)
圣阿涅丝（法語：Sainte-Agnès，發音：[sɛ̃t aɲɛs]）是法国滨海阿尔卑斯省的一个市镇，位于该省东部，芒通市区北部，属于尼斯区。

## 地理
圣阿涅丝（43°47'21"N, 7°28'9"E）面积9.37 平方千米，位于法国普罗旺斯-阿尔卑斯-蔚蓝海岸大区滨海阿尔卑斯省，该省份为法国东南部沿海省份，南濒地中海，西南至瓦尔省，西北接上普罗旺斯阿尔卑斯省，北部和东部与意大利接壤。
与圣阿涅丝接壤的市镇（或旧市镇、城区）包括：卡斯蒂永、戈尔比奥、芒通、佩耶。
圣阿涅丝的时区为UTC+01:00、UTC+02:00（夏令时）。

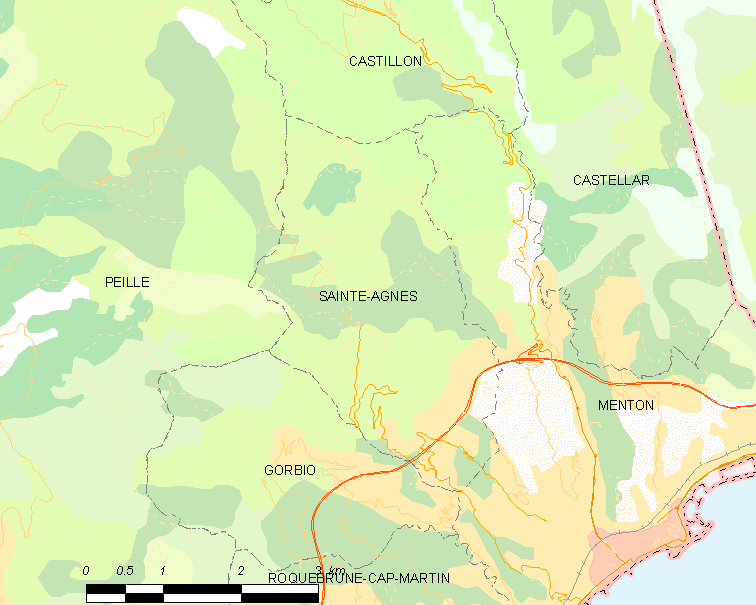
圣阿涅丝的OSM定位图

## 行政
圣阿涅丝的邮政编码为06500，INSEE市镇编码为06113。

## 政治
圣阿涅丝所属的省级选区为芒通县。

## 人口

1962-2008年间圣阿涅丝人口变化图示

圣阿涅丝于2022年1月1日时的人口数量为1365人。